# Парраль (Чилі)
Парраль (ісп. Parral) — місто в Чилі. Адміністративний центр однойменної комуни. Населення — 26 397 осіб (2002). Місто і комуна входять до складу провінції Лінарес і регіону Мауле.
Територія — 1638 км². Чисельність населення — 41 637 мешканців (2017). Щільність населення — 25,4 чол./км².

## Розташування
Місто розташоване за 82 км на південний захід від адміністративного центру області міста Талька та за 40 км на південний захід від адміністративного центру провінції міста Лінарес.
Комуна межує:
- на півночі — з комуною Ретіро
- на північному сході — з комуною Лонгаві
- на півдні — з комуною Сан-Фабіан
- на південному заході — з комуною Ньїкен
- на північному заході — з комуною Каукенес